# تحليلاتية أكاديمية
التحليلاتية الاكاديمية (بالإنجليزية: Academic analytics) هي عملية تقييم وتحليل البيانات التي توفرها الانظمة الجامعية من اجل اتخاذ القرارات الاكاديمية. ويطلق عليها في بعض الاوساط باستخبارات الأعمال (Business intelligence) وهي مجموعة من البرمجيات والاجهزة الحاسوبية التي تجمع وتدرس مجموعات ضخمة من البيانات ومن ثم تصدر التقارير التي تساعد في اتخاذ القرارات أو، في بعض الاحيان، تأخذ تدابير ذاتية لتصحيح مسار آليات العمل.

## خطوات التحليلاتية الاكاديمية
هناك خمس خطوات اساسية التي تتحكم بالية التحليلاتية:
- الاستحواذ على البيانات (capture)
- تقديم التقارير (report)
- الاستباق (أو التكهن) (predict)
- اتخاذ الاجرءات (act)
- صقل الاستحواذ (refine)

## نقدها
من اشد الانتقادات التي تواجه التحليلاتية الاكاديمية انها تسمح بتصنيف الافراد بين من هو ناجح ومن هو فاشل وبالتالي تسنح بامكانية أخذ مواقف مسبقة تجاه الطلاب. بالإضافة لعدم وجود قواعد وظوابط تتح;م بألياتها.

## للاستزادة
- تحليلاتية التعلم
- استخراج البيانات التعليمية
- تمييز الأنماط
- تحليلات تنبؤية
- تنقيب في النصوص